# 871 Amneris
871 Amneris, asteroid glavnog pojasa. Otkrio ga je Max Wolf, 14. svibnja 1917.

## Vanjske poveznice
- Minor Planet Center